# Lurcy-le-Bourg
Lurcy-le-Bourg is een gemeente in het Franse departement Nièvre (regio Bourgogne-Franche-Comté) en telt 300 inwoners (2009). De plaats maakt deel uit van het arrondissement Cosne-Cours-sur-Loire.

## Geografie
De oppervlakte van Lurcy-le-Bourg bedraagt 22,3 km², de bevolkingsdichtheid is 13,3 inwoners per km².
De onderstaande kaart toont de ligging van Lurcy-le-Bourg met de belangrijkste infrastructuur en aangrenzende gemeenten.

## Demografie
Onderstaande figuur toont het verloop van het inwonertal (bron: INSEE-tellingen).